# Эйлат (корвет)
«Эйлат» (ивр. "אח"י "אילת‎, англ. INS Eilat) — израильский ракетный корвет типа «Саар 5». Вступил в строй в феврале 1993 года.
Проект разрабатывался в Израиле. В израильском флоте три корвета этого типа: «Эйлат», «Ханит» («Копьё») и «Лахав» («Клинок»). Ракетное вооружение кораблей состоит из 64 ЗУР «Барак-1» (в 2×32 вертикальных ПУ) и 2×4 ПУ ПКР «Гарпун». На носу корвета 6-ствольный 20 мм зенитно-артиллерийский комплекс «Вулкан Фаланкс» с темпом огня 3000 выстрелов в минуту. На корме — ангар и вертолётная площадка.